# Cantone di Cergy-Nord
Il Cantone di Cergy-Nord era una divisione amministrativa dell'arrondissement di Pontoise.
È stato soppresso a seguito della riforma complessiva dei cantoni del 2014, che è entrata in vigore con le elezioni dipartimentali del 2015.
Comprendeva parte del comune di Cergy e i comuni di:
- Boissy-l'Aillerie
- Osny
- Puiseux-Pontoise